# Simon Zulu
Simon Zulu (31 de agosto de 2001) é um judoca zambiano. Competiu nos Jogos Olímpicos de Verão de 2024 em Paris.
Conquistou uma medalha de bronze no African Open em Dakar em 2022. Ele triunfou no African Open em Niamey em 2023. Ele ganhou ouro no African Open em Dakar em 2023. Ele obteve uma medalha de bronze no Campeonato Africano de 2024 no Cairo.